# Битва при Сан-Романо
Би́тва при Сан-Рома́но — сражение между войсками Флоренции во главе с Никколо да Толентино и армией Сиены, возглавляемой Франческо Пиччинино, произошедшее 1 июня 1432 года примерно в 30 км от Флоренции. Эпизод Ломбардских войн. Победа, как правило, приписывается флорентийцам, но сиенские хроники говорят об обратном. Предысторией битвы было вступление Флоренции в начале 1430-х годов в конфликт с городом-государством Луккой и его союзниками, Миланом и Сиеной.
Флорентийцы располагали 4 тысячами всадников и 2 тысячами пехотинцев. Столкновение, длившееся почти шесть или семь часов, состояло из серии сражений тяжёлой кавалерии. Победа Никколо да Толентино над Бернардино делла Кьярда склонила чашу весов на сторону флорентийцев, а подкрепление во главе с Микелетто Аттендоло окончательно закрепило победу.

## В искусстве
Битва была запечатлена на трёх больших полотнах итальянского художника эпохи Возрождения Паоло Уччелло. В наше время все три картины разделены и находятся в галереях Лондона, Парижа и Флоренции:
- Атака Никколо да Толентино (вероятно, периода 1438—1440 годов), яичная темпера с применением масла грецкого ореха и льняного масла на тополе, 182 x 320 см, Лондонская Национальная галерея[2].
- Поражение Бернардино делла Карда (дата неопределенна, 1435—1455), темпера на дереве, 182 x 320 см, Галерея Уффици, Флоренция.
- Атака Микелетто да Котиньола (около 1455 года), деревянная панель, 182 x 317 см, Лувр, Париж.